# 스구리 히로마사
스구리 히로마사(일본어: 村主 博正, 1976년 7월 29일 ~ )는 일본의 전 축구 선수이다.

## 구단 경력
과거 혼다, 콘사돌레 삿포로, 베르디 가와사키, 오미야 아르디자, 사간 도스, 아비스파 후쿠오카에서 활동하였다.

## 지도자 경력
2022년부터 2023년까지 이와키 FC에서 감독을 맡았다.